# بزمجه گری
 بزمجه گری(نام علمی: Varanus olivaceus) نام یک گونه از سرده بزمجه است.